# Toplinska izolacija
Toplinska izolacija ili termoizolacija je osobina opiranja prolasku topline kroz tvari ili prostor. Recipročno svojstvo je toplinska vodljivost.
Toplinska izolacija se postiže korištenjem materijala koji imaju nisku provodljivost topline (kondukciju), sprečavanjem gibanja tekućina tj. kapljevina i plinova (čime se sprečava konvekcija), te korištenjem reflektivnih materijala (čime se sprečava prijenos topline toplinskim zračenjem).
Toplinska izolacija je bitna u graditeljstvu, jer se njome sprečavaju toplinski gubici zimi, hladne obodne konstrukcije, oštećenja nastalih kondenzacijom (vlagom), te pregrijavanje prostora ljeti. Posljedice nedovoljne toplinske izolacije su oštećenja konstrukcije, te neudobno i nezdravo stanovanje i rad. Zagrijavanje nedovoljno izoliranih prostora zahtijeva veću količinu energije, što dovodi do povećanja cijene korištenja i održavanja prostora, ali i do većeg zagađenja okoliša. Poboljšanjem toplinsko izolacijskih karakteristika zgrade moguće je postići smanjenje ukupnih gubitaka topline građevine za prosječno od 40-80%.
Dobro poznavanje toplinskih svojstava građevinskih materijala jedan je od preduvjeta za projektiranje energetski učinkovitih zgrada. Toplinski gubici kroz građevni element ovise o sastavu elementa, orijentaciji i koeficijentu toplinske vodljivosti. Bolju toplinsku izolaciju postižemo ugradnjom materijala niske toplinske provodljivosti, odnosno visokog toplinskog otpora. Toplinski otpor materijala povećava se s obzirom na debljinu materijala.
Koeficijent prolaska topline U je količina topline koju građevni element gubi u 1 sekundi po m2 površine kod razlike temperature od 1 K, izraženo u W/m2K. Koeficijent U je bitna karakteristika vanjskog elementa konstrukcije i igra veliku ulogu u analizi ukupnih toplinskih gubitaka (kWh/m2), a time i potrošnji energije za grijanje. Što je koeficijent prolaska topline manji, to je toplinska zaštita zgrade bolja. Toplinski otpor R izražava otpor materijala prolasku topline. Mjerna jedinica je m2K/W. To je suprotna vrijednost koeficijentu prolaska topline U.
Koeficijent toplinske vodljivosti k (W/(m·K)) je količina topline (J) koja prođe u 1 s kroz sloj materijala površine 1 m2, debljine 1 m kod razlike temperature od 1 K. Vrijednost koeficijenta različita je za različite materijale, a ovisi o gustoći, veličini i povezanosti pora i stanju vlažnosti materijala.

## Vrste toplinskih izolacija
Izolacijski materijali tipično sadrže puno šupljina ispunjenih zrakom čime kombiniraju nisku provodljivost zraka i ujedno sprečavaju gibanje zraka i time konvekciju topline.
Ponuda toplinsko izolacijskih materijala na tržištu je raznolika, a možemo ih podijeliti na anorganske i organske materijale. Od anorganskih materijala najviše se koriste kamena i mineralna vuna, dok je među organskim materijalima najpopularniji ekspandirani polistiren.
Na toplinsku zaštitu utječu debljina sloja toplinske izolacije i koeficijent toplinske vodljivost materijala k (W/(m·K)). Većina uobičajenih toplinsko izolacijskih materijala ima koeficijent toplinske vodljivosti k = 0,030-0,045 W/(m·K), pa potrebna debljina za koeficijent prolaska topline U = 0,40 W/m2K iznosi 8-11 cm. 
Ostali materijali s toplinsko izolacijskim svojstvima su i glina, perlit, vermikulit, kokos, pamuk, lan, drvena vuna, celuloza, pluto, slama i drugo. Sve veća potražnja za toplinsko izolacijskim materijalima u sve većim debljinama dovela je do razvoja novih tehnologija, pa se tako danas u svijetu mogu naći i prozirna i vakuumska toplinska izolacija. Prozirna izolacija omogućava prijem Sunčeve energije i prijenos u zgradu, a istovremeno sprječava kao i obična toplinska izolacija gubitke topline iz zgrade. Vakuumska izolacija radi se u modularnim panelima, a zbog izuzetnih izolacijskih svojstava potrebne su znatno manje debljine od konvencionalne toplinske izolacije za ista toplinska svojstva. Ova je izolacija još uvijek vrlo skupa i primjenjuje se najviše kod sanacija objekata gdje nije moguće ugraditi veće debljine izolacije zbog npr. spomeničke vrijednosti objekta.

### Aerogel
Aerogel je umjetno tvorivo s najnižom gustoćom od bilo koje poznate porozne krutine. Izveden je iz gela u kojem je tekući sastojak gela zamijenjen s plinom. Rezultat je krutina s nekoliko izvanrednih svojstava, a kao najznačajnije su učinkovitost kao toplinski izolator i iznimno niska gustoća. Naziva se još i smrznuti dim, kruti dim ili plavi dim zbog svoje prozirne prirode i načina rasipanja svjetlosti u tvorivu. Prvi aerogelovi su se izrađivali od silicijskog gela. Kistlerov kasniji rad uključio je aerogelove na temelju aluminija, kroma i kositrova oksida. Aaerogelovi od ugljika su razvijeni u kasnim 1980-ima.
Aerogelovi su dobri toplinski izolatori jer se gotovo u cijelosti sastoje od plina, a plinovi su vrlo slabi vodiči topline. Gustoća aerogela iznosi samo 0,3 - 3 g/dm3 a gustoća nekih aerogelova je samo za nekoliko postotaka veća od gustoće zraka. Iako naizgled imaju krhku građu, mnogi aerogelovi imaju vrlo dobra mehanička svojstva, a posebno su otporni na tlak i vlak. Sposobni su izdržati tlak na glatku površinu mase do i 2000 puta veće od njihove. Ipak, vrlo su lomljivi i nisu otporni na savijanje i rezanje. Silicijski aerogelovi su postojani do temperature topljenja silicija koja iznosi 1200 °C.

### Polistiren
Ekspandirani polistiren ili stiropor ima dobra izolacijska svojstva s koeficijentom toplinske vodljivosti k između 0,035 i 0,040 W/(m·K), te je niske cijene i jednostavne ugradnje, danas je to jedan od najpopularnijih izolacijskih materijala. Koristi se najviše kao toplinska zaštita, u svim vanjskim konstrukcijama, te kao plivajući pod u podnim međukatnim konstrukcijama. Ima znatno slabija protupožarna svojstva od kamene vune, te nije otporan na temperature više od 80 °C. Često se koristi za toplinsku zaštitu podrumskih zidova – ekstrudirani polistiren.
U prvom mjesecu nakon izrade još se izlučuje ekspandirno sredstvo (plin pentan), kasnije je materijal u potpunosti stabiliziran. Kad ishlapi sredstvo za ekspandiranje, proizvodi se dimenzijski stabiliziraju, pa se govori o starenju, odnosno odležavanju. Polistirenske ploče trebaju odležati 60 dana i više, da su kvalitetno sposobne za ugradnju u fasade i ravne krovove. Paropropusnost ekspandiranog polistirena ovisi o volumenskoj težini ekspandiranog polistirena i iznosi od 40 do 100 m (ekvivalent debljine zračnog sloja difuzije vodne pare sd je vrijednost, koja znači za koliko puta je neki materijal više paronepropusan od sloja zraka 1 m i označava se u m). Gustoća ekspandiranog polistirena je od 20-30 kg/m3.

### Mineralna vuna
Mineralna vuna je dobar toplinski izolator s koeficijentom toplinske vodljivosti k između 0,035 i 0,045 W/(m·K), što je uvrštava među najbolje toplinske izolatore. To je izolacijski materijal mineralnog porijekla za toplinsku, zvučnu i protupožarnu izolaciju u graditeljstvu, industriji i brodogradnji. Kamena vuna ima visoku otpornost na požar, paropropusna je i djelomično vodootporna. Otporna je na starenje i raspadanje, te na mikroorganizme i kukce. Koristi se u svim vanjskim konstrukcijama za toplinsku zaštitu, te u pregradnim zidovima za zvučnu zaštitu. Jedino mjesto gdje se ne preporuča je za izolaciju podrumskih zidova pod zemljom. 
Dobiva se ili propuhivanjem pare (zraka) kroz užarenu šljaku visokih peći ili prelijevanjem mase dijabaza (na temp. od 1600-1700 °C) preko brzo rotirajućih, šamotnih diskova. Dobivene fine staklaste niti slažu se u “vunu”. Gustoća ove vune se kreće između 40-50 i 200-300 kg/m3, a ovisi o stupnju zbijenosti. Priprema se (pakira) u rastresitom stanju, u užetima, u vidu filca, jastuka (u rolama, na mekoj podlozi ili jednostavno proširenih na pergamentu) i u obliku polutvrdih ploča uz dodatak veziva, fenolnih smola. Ove su ploče zbog tih smola otporne samo do temperatura od 250 °C. Inače neobrađena vuna podnosi temperature do 800 °C. Mineralna je vuna, u bilo kojem vidu, premekana za direktnu podlogu hidroizolaciji. Ako se ugrađuje u vertikalnom položaju, mora se osigurati pridržavanje (osim za ploče).
Pod mineralnom vunom se podrazumevaju i staklena vuna i kamena vuna. Razlika između njih je u sirovini od koje se dobivaju, tehnološkom postupku i krajnjim osobinama materijala. Glavna sirovina od koje se dobiva staklena vuna je kvarcni pijesak s dodatkom recikliranog stakla. Kamena vuna se dobiva od kamenih minerala, dolomita, bazalta i diabaza s dodatkom koksa. 
Tijekom obrade mineralne vune, odnosno postavlja toplinske izolacije, vlakna ovog materijala na koži mogu izazvati nadraženost kože. Glavni krivac odgovoran za ovakvu pojavu su nešto grublja i promjerom nešto veća vlakna (s promjerom od 5 mikrometara). Tijekom obrade mineralne vune stvara se prašina. Kao i svaka druga prašina mineralnog porijekla i ova prašina može izazvati određenu nadraženost očiju. Vlakna mineralne vune posjeduju neznatnu postojanost (brzo se razlažu). Ispitivanja biopostojanosti (biološke perzistentnosti) nedvojbeno pokazuju da se vlakna danas proizvedene staklene i mineralne vune biološki razlažu već nakon 40 dana. Vlakna kamene i staklene vune koje su se ranije proizvodile trebale su oko nekoliko stotina dana za potpunu razgradnju. Za usporedbu: vlakna plavog azbesta podložna su biološkoj razgradnji tek nakon više od 100 godina. Postojanosti vlakana označava činjenicu da se vlakna moraju određeno vrijeme zadržati u plućima (ne dolazi do njihove razgradnje) kako bi izazvala rak. Tijekom tog vremena ona se zadržavaju u plućima i predstavljaju veliku opasnost za zdravlje čovjeka. Čim se vlakna uklone iz pluća ili se razlože na sasvim sitne komadiće (nisu više vlakna), prestaje opasnost od pojave raka u plućima.
Međunarodna organizacija za istraživanje raka ili IARC (engl. the International Agency for Research on Cancer) je objavila rezultate istraživanja kancerogenosti mineralne vune u listopadu 2002. Prema njihovom istraživanju jedino vatrostalna keramička vlakna, koja se koriste kao toplinska izolacija visokih temperatura u visokim pećima, spada u grupu 2B ili se sumnja u kancerogenost za ljude. S druge strane, uobičajene tržišne mineralne vune (kamena vuna, staklena vuna i mineralna vuna dobivena od šljake visokih peći) spadaju u grupu 3 ili ne smatraju se kancerogenim za ljude.

### Poliuretanska pjena
Poliuretanska pjena ili PU pjena također se dosta koristi, naročito pri sanacijama krovova. Ima još bolja toplinsko izolacijska svojstva pa koeficijent toplinske vodljivosti k iznosi između 0,020 i 0,035 W/(m·K). Ima dobra svojstva na vlagu i temperaturne promjene. Međutim, znatno je skuplja od polistirena i mineralne vune, te zbog toga nije u široj primjeni.
Iz područja organske kemije postoje tvrde pjene koje se dobivaju ekspandiranjem poliuretana ili poliizocianurata u autoklavima (moltopren je meki poliuretan). Moguća je realizacija pjena različite gustoće, u prosjeku od 30 - 100 kg/m3. Blokovi se kasnije režu u polutvrde ploče 100 x 50 cm, otporne na temperaturu i samogasive. Kratkoročno izdržavaju temperature i do 250 °C, tako da su ploče iz poliuretanske tvrde pjene pogodne i za obradu bitumenom (odnosno kao podloga). Ploče se često kaširaju aluminijskim folijama ili i krutim limovima, ivericama i sl. Poliuretanska pjena može se i štrcati na površinu ili u šupljinu.

### Ekspandirani perlit
Perlit je eruptivni aluminijsko-silikatni kamen, koji se mehanički usitnjava i kratko zagrijava na 1000 °C. Pri tome se voda sadržana u stijenju pretvara u vodenu paru i napuhuje materijal i povećava njegov obujam za 15 do 20 puta. Nastali proizvod je bijeli granulat veličine zrna i do 6 mm. Pojedinačna zrna se sastoje od ćelija, koje su odgovorne za termoizolacijska svojstva. Perlit izolacijski materijali koriste se uglavnom kao izolacijski materijal za zasipavanje, rijetko u obliku ploča. Ekspandirani perlit nije zapaljiv, ali je osjetljiv na vlagu. Zato se, ako je u uporabi kao izolacija jezgre hidrofobira i to silikonima u disperzijama, bez sadržaja otapala ili pomoću umjetnih smola. Perlit izolacijske ploče se sastoje od ekspandiranog perlita, koji je obrađen s organskim i/ili neorganskim vlaknima i vezivima. Vlakna se pripreme te se oblikuju zajedno s ekspandiranim perlitom vlažnim postupkom u izolacijske ploče. Gotove ploče su osjetljive na vlagu i smiju se ugrađivati samo tamo gdje su prema građevinsko-nadzornim propisima dopušteni normalno zapaljivi materijali.

### Porofen
Porofen je tvrda pjena fenolformaldehidne smole. Za toplinske izolacije, naročito kod ravnih krovova, primjenjuju se s gustoće od 45 kg/m3 na više. Treba upozoriti na štetnost formaldehida i fenola kao hlapljive tvari.

### Pluto
Pluto je vrlo dobar toplinski izolator, a dobiva se od kore hrasta plutnjaka. Gustoća mu je 200 - 250 kg/m3. Plutene ploče se proizvode mljevenjem kore i ekspandiranjem čestica pluta u autoklavima i zatim rezanjem blokova ekspandiranog pluta u ploče raznih duljina. Težina im je od 100-130 kg/m3. Drugi način proizvodnje ploča je prešanje plutenih čestica povezanih bitumenom ili drugim ljepilom. Osim u pločama, pluto se isporučuje i u česticama ili ekspandiranim granulama u rastresitom stanju ili zaljepljenim na neku traku (obično bitumensku). Ploče se zbog svog lijepog izgleda mogu upotrebljavati i za oblaganje zidova, pa čak i podova (jako prešane ploče) u trostrukoj funkciji: kao toplinski i zvučni izolator i kao ukrasna površina.

### Drvena vuna
Ploče od drvenih vlakana (drvena vuna) se proizvode se tako da se vlakna spajaju cementom. Ploče su lagane jer sadrže šupljine. Gustoća im je od 200 do 500 kg/m3 (ali i do 1000 kg/m3, kod tvrdih ploča). Danas se često upotrebljavaju u kombinaciji s nekom, još boljom toplinskom izolacijom kao tanka, tvrda kora (kombi ploče). Za toplinsku izolaciju mogu se upotrebljavati i mješavine drvnih čestica (piljevine) i nekog veziva ili u vidu prešanih ploča ili lijevane na mjestu ugradnje.

### Ovčja vuna
Ovčja vuna ima toplinska izolacijska svojstva koja su slična mineralnoj vuni. Niska toplinska koeficijent toplinske vodljivosti k zamotuljka ovčje vune je 0,039 W/m K na 10 °C, što je slično ostalim vlaknastim izolatorima. Prikupljena prirodna vuna isprana je nekoliko puta da bi uklonio lanolin, te se zatim miješa s poliesterom koji pomaže da zadrži svoj oblik. Zamotuljak vune općenito sadrži 85% vune pomiješane s 15% poliestera. Ovčja vuna je prirodno vlakno dobiveno od potpuno obnovljivog resursa. Čišćenje, izlaganje zraku i toplinska obrada vezivanja tijekom proizvodnje troši minimalnu energiju. Ona koristi samo 14% energije koja se inače koristila za proizvodnju izolacije od mineralne vune.
Ovčja vuna je higroskopna i stoga će apsorbirati i osloboditi vodenu paru, ne narušavajući njezinu toplinsku učinkovitost. Kod hladnog vremena, ovčja vuna apsorbira toplinu iz vlage u zraku, što joj omogućuje da se smanji gubitak topline iz zgrade. U toplo vrijeme, oslobađanje vlage ima učinak hlađenja na vlakna koja smanjuje protok topline u zgradi. Vuna ima višu vatrootpornost od celuloze i celularno plastičnih izolatora. Topi se kada dođe u dodir s izvorom plamena, ali bi se trebala sama i ugasiti. Tretirana je s neopasnim vatrootpornim sredstvom kako bi poboljšala svoju vatrootpornost, zapaljivost i površinu širenja plamena.

### Balirana slama
Tipičan zid od slame (najčešće debljine oko 45 cm) ima ovaj koeficijent prolaska topline U oko 0,13 W/m2K, dakle dva do tri puta niži od modernih građevinskih materijala i mnogo niži od trenutačnih građevinskih propisa. Slama je obnovljivi materijal koji se može proizvoditi (uzgajati) svake godine. Energija potrebna za proizvodnju ovog materijala dolazi od Sunca – obnovljivog izvora energije. Kada objekt prestane biti u funkciji, slama se i nakon dugog niza godina može kompostirati ili koristiti u povrtlarstvu za malčiranje. Nema problema s otpadom.
Slama gori. Da, ali ožbukani slamnati zidovi su manje skloni požaru nego tradicionalne drvene kuće. Budući da je slama u balama vrlo gusto stisnuta, u njoj nema dovoljno kisika da bi se zapalila. Slama predstavlja izrazito zdravu alternativu modernim građevinskim materijalima. Slama je prirodan materijal i nema štetnih utjecaja. Ne uzrokuje alergije jer se ne radi o sijenu, pa ne sadrži pelud (slama je od žitarica, a sijeno je pokošena livada, pa sadrži pelud poljskog cvijeća). 
Kvaliteta zraka u kućama od slame bitno je bolja, jer ne ispušta nikakva isparavanja, kao što su primjerice formaldehidi koje često ispuštaju moderni materijali. Osim toga, za razliku od betona, slamnati zidovi dišu, što rezultira bitno svježijim zrakom u prostorijama.

## Toplinska izolacija zgrada
Da bi zadovoljili današnje propise i gradili u skladu sa suvremenim smjernicama energetske učinkovitosti, sve vanjske konstrukcije potrebno je toplinski zaštititi. Toplinska izolacija smanjuje toplinske gubitke zimi, pregrijavanje prostora ljeti, te štiti nosivu konstrukciju od vanjskih uvjeta i jakih temperaturnih naprezanja. Toplinski izolirana zgrada je ugodnija, produžuje joj se životni vijek i doprinosi zaštiti okoliša. Dobro poznavanje toplinskih svojstava građevinskih materijala jedan je od preduvjeta za projektiranje energetski efikasnih zgrada. Toplinski gubici kroz građevni element ovise o sastavu elementa, orijentaciji i koeficijentu toplinske vodljivosti. Što je koeficijent prolaska topline U manji, to je toplinska zaštita zgrade bolja.